# Vorleistung (Recht)
Unter Vorleistung versteht man bei gegenseitigen Verträgen die gesetzliche oder vertragliche Verpflichtung, eine Leistung vor der vertraglich vorgesehenen Gegenleistung zu bewirken. Vorzuleisten hat derjenige, dessen Leistung zeitlich als erste fällig ist.

## Allgemeines
Der gegenseitige Vertrag ist dadurch gekennzeichnet, dass die beiderseitigen Leistungen Zug um Zug gegen Empfang der Gegenleistung zu bewirken sind. Die Vorleistungspflicht stellt von der Zug-um-Zug-Regel des § 320 Abs. 1 BGB eine Ausnahmeregelung dar. Eine Vorleistungspflicht hebt diese Zug-um-Zug-Leistung auf (§ 322 Abs. 1 BGB), so dass eine vorleistungspflichtige Vertragspartei nicht Gegenleistung Zug-um-Zug verlangen kann. Bei vielen gegenseitigen Verträgen geht man davon aus, dass der sach-, dienst- oder werkleistungspflichtige Verkäufer (Auftragnehmer) gegenüber dem geldleistungspflichtigen Käufer (Auftraggeber) vorleistungspflichtig ist. Dann wird die Geldschuld erst fällig, wenn der Verkäufer (Auftragnehmer) seine vertragstypischen Pflichten erfüllt hat. Vorleistungspflichten dieser Art tragen dem Umstand Rechnung, dass eine strikte Zug-um-Zug-Abwicklung vielfach nicht möglich ist. Deshalb sind in der Alltagspraxis Vorleistungspflichten – wenn manchmal auch nur für Sekunden – die Regel und die Zug-um-Zug-Leistung nach § 320 BGB die Ausnahme. Die Lieferpflicht aus dem Kaufvertrag ist nach der Verkehrssitte eine Vorleistungspflicht, so dass ohne die Lieferung des Verkäufers die Fälligkeit des Kaufpreises im Regelfall nicht eintreten kann.
Da die meisten Transaktionen nicht simultan abgewickelt werden können, muss der Verkäufer die verkaufte Ware an den Käufer aushändigen, bevor dieser den Kaufpreis gezahlt hat. Die fehlende Simultanität der Abwicklung ist problematisch, weil trotz erbrachter Vorleistung die vertraglich vereinbarte Gegenleistung ausbleiben kann. Dieses Vorleistungsrisiko stellt auf der Seite des vorleistenden Lieferanten einen Warenkredit, auf der Seite des vorleistenden Geldschuldners einen Kredit dar. Dieses ungesicherte Vorleistungsrisiko kann im vollständigen Ausbleiben der Vertragserfüllung bestehen.

## Arten
Man unterscheidet zwischen der „beständigen Vorleistungspflicht“ und der „nichtbeständigen Vorleistungspflicht“.
- Bei der „beständigen Vorleistungspflicht“ kann die vorleistungspflichtige Vertragspartei die ihr zustehende Gegenleistung erst verlangen, wenn sie selbst ihre Vorleistungspflicht erfüllt hat. Die Fälligkeit der Gegenleistung ist mithin an die Erbringung der Vorleistung gekoppelt. Die Leistung des Schuldners kann demzufolge nicht fällig werden, bis die Gegenleistung durch den Gläubiger erbracht wurde (§ 284 BGB).[4] Wird vereinbart, dass der Kaufpreis „vier Wochen nach Lieferung der Ware“ fällig sein soll, handelt es sich um eine „beständige Vorleistungspflicht“. Auch die Vertragsklauseln „Kasse gegen Rechnung“, „Kasse gegen Dokumente“ oder die Bestellung per Nachnahme sind „beständige Vorleistungspflichten“.
- Bei der schwächeren „nichtbeständigen Vorleistungspflicht“ tritt die Fälligkeit der Gegenleistung zwar unabhängig von der Erbringung der Vorleistung zu einem bestimmten Datum ein, dieses Datum liegt jedoch später als das Datum der Vorleistung.[5] Vor- und Gegenleistung werden mithin datumsbedingt unabhängig voneinander fällig. Ist die Fälligkeit der Vorleistung nach dem Kalender bestimmt, endet diese Vorleistungspflicht mit der früheren Fälligkeit der Gegenforderung.[6] Eine „nichtbeständige Vorleistungspflicht“ liegt etwa vor, wenn sich ein Künstler verpflichtet, am 1. Januar im Neujahrskonzert aufzutreten und der Veranstalter die Gage vor Beginn des Konzerts auszubezahlen hat. Diese Arten kommen recht häufig bei Dienst- und Werkverträgen vor. Solange der Gläubiger die ihm obliegende Leistung nicht bewirkt hat, steht dem Schuldner ab Fälligkeit der eigenen Leistung die Einrede des nichterfüllten Vertrags zu (§ 320 Abs. 1 Satz 1 BGB).

## Gesetzliche Vorleistungspflichten
Vorleistungspflichten können sich aus Gesetz oder Vertrag ergeben. Bei einigen Vertragstypen regelt das Gesetz ausdrücklich die Vorleistungspflicht eines Vertragspartners. Dazu gehören § 579 BGB (Grundstücks- oder Schiffsvermieter), § 614 BGB (Dienstpflichtige aus Arbeitsverhältnissen), § 641 Abs. 1 und 2 BGB (Unternehmer beim Werkvertrag) oder § 699 BGB (entgeltlicher Verwahrer). Arbeitnehmer müssen ihre Arbeitsleistung zuerst erbringen, bevor der Arbeitgeber hierfür Lohn oder Gehalt vergütet. Beim Werkvertrag hat der Werkunternehmer vorzuleisten, da seine Vergütung erst nach erbrachter Werkleistung fällig wird. Die Regelung des § 16 VOB/B geht ebenfalls von der Vorleistungspflicht eines Auftragnehmers bei Werkverträgen aus. Nach herrschender Meinung ergibt sich aus § 556b Abs. 1 BGB für den Wohnungsmieter keine Vorleistungspflicht; es handelt sich vielmehr bloß um eine Fälligkeitsregelung, denn der Vermieter muss bereits ab dem ersten Tag eines Zeitabschnitts leisten.

## Vorleistungsklauseln
Unter Vorleistungsklauseln werden Klauseln verstanden, durch welche in AGB der Kunde zur Vorleistung aufgefordert wird, obwohl die gesetzliche Regelung nach § 320 BGB dies nicht vorsieht. Der Grundsatz der Leistung Zug-um-Zug gehört zu den wesentlichen Grundgedanken der gesetzlichen Regelung (§ 307 Abs. 2 Nr. 1 BGB), weil er eine gleichmäßige Sicherheit für beide Vertragsparteien gewährleistet. Durch die dem Kunden auferlegte Vorleistungspflicht wird ihm das Druckmittel der Einrede des nichterfüllten Vertrages (§ 320 BGB) für die Durchsetzung seines Anspruchs auf vertragsgerechte Erfüllung genommen und das Risiko der Leistungsunfähigkeit seines Vertragspartners aufgebürdet. Derartige Klauseln sind nach § 305c Abs. 2 BGB nur wirksam, wenn für sie ein sachlicher Grund besteht und keine überwiegenden Belange des Kunden entgegenstehen. Im zitierten Urteil ging es um einen Fall, bei dem der Kunde eine „Restzahlung vor Lieferung“ vorzunehmen hatte und ihm damit das Recht auf vorherige Untersuchung der Ware genommen wurde. Der Lieferant kam dadurch in den Genuss des gesamten Kaufpreises und trug nicht mehr das typische Risiko eines Geldausfalls. Dem Kunden werde hingegen das Recht auf Weigerung der Kaufpreiszahlung bei Erhalt mangelhafter Ware genommen, was ihn unangemessen benachteilige. „Lieferung gegen Nachnahme“ ist ebenfalls eine unwirksame Vorleistungsklausel, weil sie dem Kunden jegliche Aufrechnungsmöglichkeit nimmt.

## Vorleistungsrisiko bei Kreditinstituten
Da bei Kreditinstituten das Vorleistungsrisiko ein besonders hohes Geschäftsrisiko darstellt, sind Bankgeschäfte mit Vorleistungscharakter bankaufsichtsrechtlich besonders zu behandeln. Nach Art. 379 Kapitaladäquanzverordnung (englische Abkürzung CRR) entsteht für eine Bank ein Vorleistungsrisiko, wenn sie Finanzinstrumente bezahlt hat, bevor sie deren Lieferung erhalten hat oder umgekehrt oder bei grenzüberschreitenden Geschäften, wenn seit der Zahlung bzw. Lieferung mindestens ein Tag vergangen ist. Dieses Vorleistungsrisiko beinhaltet letztlich eine Insolvenzgefahr, der jeder der Kontrahenten unterliegt (siehe Herstatt-Risiko).

## Rechtsfolgen
Besteht eine gesetzliche oder vertraglich wirksame Vorleistungspflicht, so kann die andere Vertragspartei mit ihrer Gegenleistung warten, bis die Vorleistung erbracht wurde. Ist jedoch dem Vorleistungspflichtigen die Gegenleistung ungewiss, kann die Vorleistungspflicht unzumutbar werden. Allerdings darf sich der Vorleistungsberechtigte darauf verlassen, dass sich der Vorleistungspflichtige auf die bei Vertragsabschluss erkennbaren Risiken eingelassen hat und nicht deshalb später die Vertragserfüllung in Frage stellt. Die mangelnde Leistungsfähigkeit des gegenleistungspflichtigen Schuldners muss ursächlich für die Gefährdung der Vorleistung sein. Um das Vorleistungsrisiko auszuschalten, bietet das Gesetz ein Leistungsverweigerungsrecht, bis eine Sicherheitsleistung (§§ 232 ff. BGB) oder die Gegenleistung erbracht wurde (§ 321 Abs. 1 BGB). Es handelt sich um die Einrede wegen Verschlechterung des Vorleistungsrisikos (Unsicherheitseinrede). Eine Sonderregelung gibt es beim Kreditvertrag. Tritt nach Vertragsschluss eine wesentliche Verschlechterung der Vermögensverhältnisse des Kreditnehmers auf und ist dadurch die Rückzahlung des Darlehens gefährdet, hat der Kreditgeber bereits vor Auszahlung ein Sonderkündigungsrecht nach § 490 Abs. 1 BGB.